# Gonatocerus venustus
Gonatocerus venustus is een vliesvleugelig insect uit de familie Mymaridae. De wetenschappelijke naam is voor het eerst geldig gepubliceerd in 1995 door Zeya.